# Gustavo Benso di Cavour
Gustavo Filippo Benso, VI marchese di Cavour, conte di Cellarengo e di Isolabella (Torino, 29 gennaio 1806 – Torino, 26 febbraio 1864), è stato un nobile e politico italiano.

## Biografia
Nacque dal marchese Michele Benso di Cavour e dalla ginevrina Adélaïde (Adèle), marchesa di Sellon d'Allaman ed era il fratello maggiore del noto statista Camillo Benso, conte di Cavour. Affidato, come molti figli dell'aristocrazia di allora, a precettori privati per la sua educazione, si impegnò negli studi con profitto, tanto da suscitare l'elogio dei maestri e le speranze della famiglia, di cui avrebbe ereditato i titoli, mentre il giovane Camillo, di temperamento vivace, ribelle e refrattario allo studio, fu inviato all'Accademia militare di Torino. Gustavo, invece, venne iscritto alla facoltà di giurisprudenza dell'Università degli Studi di Torino, dove si laureò con lode nel 1826; tra gli studi universitari e il 1833, il nobile piemontese maturò anche i suoi interessi culturali e politici, orientati ad un conservatorismo clericale moderato e non intransigente, anche grazie ai frequenti viaggi in Francia e in Svizzera, presso i parenti.
Abbandonata quasi subito la carriera diplomatica presso il ministero degli Esteri, intrapresa dopo la laurea, Gustavo Benso si dedicò soprattutto a studi di economia politica, religione e filosofia (in particolare si appassionò alle teorie economiche di Adam Smith e alla filosofia di Immanuel Kant). Nel 1826 si sposò con la nobile Adelaide (detta Adele) Lascaris di Ventimiglia, che portò una dote assai cospicua la quale accrebbe di molto il patrimonio dei marchesi di Cavour. Quando Adele morì, il 31 dicembre 1833, Gustavo cercò conforto nella religione tradizionale cattolica, mentre Camillo, molto affezionato alla cognata, prese le distanze dal fratello maggiore, che accusava dell'infelicità del loro matrimonio. I due fratelli si sarebbero allontanati in seguito anche per le loro convinzioni politiche e sociali.
In quel periodo, infatti, Gustavo si era avvicinato alle tesi di Antonio Rosmini, da lui conosciuto a Domodossola nel 1836, del quale fu sempre grande amico e sostenne il suo pensiero, arrivando a polemizzare con Vincenzo Gioberti, avversario di Rosmini, su l'Univers, nel 1843. Nel 1848, dopo la concessione dello Statuto Albertino e della libertà di stampa, fu tra i fondatori del giornale clericale L'armonia della religione colla civiltà, dove scrisse alcuni articoli di tendenza moderata che difendevano i privilegi del clero. Quando però la direzione passò a Giacomo Margotti, cattolico intransigente, che lanciò contro le istituzioni liberali attacchi violenti, Gustavo si dimise dalla redazione del giornale. Datosi alla politica come il fratello, Gustavo fu eletto nel 1849 alla IV legislatura del Regno di Sardegna, rimanendo in Parlamento per 5 legislature consecutive e sedendo tra i banchi della Destra clericale.
Contrario alla politica ecclesiastica del governo, presieduto proprio da suo fratello Camillo, fece parte dell'opposizione che vide compatti i clericali contro il disegno di legge sul matrimonio civile e sul decreto Rattazzi sui conventi del 1855, che scioglieva le corporazioni religiose del Regno sardo, cosa che causò la cosiddetta Crisi Calabiana. Dopo la proclamazione del Regno d'Italia il 17 marzo 1861 e la morte di Camillo, avvenuta il 6 giugno dello stesso anno, Gustavo fu aggregato alla facoltà di Lettere e Filosofia dell'Università torinese, mentre nel 1862 fu presidente del comitato italiano e successivamente commissario generale del Regno d'Italia presso l'esposizione internazionale di Londra, della quale preparò una relazione per il ministero di Agricoltura, Industria e Commercio. Vicepresidente della Società italiana d'economia politica nel 1863, un anno dopo la sua morte uscì la prima parte di un'opera filosofico-pedagogica dal titolo Instructions familières d'un père à ses enfants sur la religion et la morale.

## Matrimonio e discendenza
Dal matrimonio, risultato infelice, con Adelaide "Adele" Lascaris di Ventimiglia dei marchesi di Rocchetta del Varo (*Torino, 1805 †Torino, 31 dicembre 1833) nacquero tre figli:
- Augusto Francesco (*Torino, 27 novembre 1828 †30 maggio 1848), figlio primogenito morto ventenne nella battaglia di Goito nei pressi di Mantova, durante la Prima guerra d'indipendenza italiana[1][2];
- Giuseppina Maria (*Torino, 23 settembre 1831 †Roma, giugno 1888), andata in sposa a Carlo Alfieri di Sostegno (*Torino, 1827, +Firenze, 1897);
- Ainardo Filippo (*Torino, 13 dicembre 1833 †Santena, 30 agosto 1875), celibe, ereditò i titoli del padre.